# Olympische Winterspiele 2006/Teilnehmer (Australien)
| Gelbes Symbol für Goldmedaillen mit stilisierten Olympischen Ringen | Graues Symbol für Silbermedaillen mit stilisierten Olympischen Ringen | Braundes Symbol für Bronzemedaillen mit stilisierten Olympischen Ringen |
| ------------------------------------------------------------------- | --------------------------------------------------------------------- | ----------------------------------------------------------------------- |
| 1                                                                   | —                                                                     | 1                                                                       |

Australien nahm an den Olympischen Winterspielen 2006 im italienischen Turin mit einer Delegation von 40 Athleten teil. Damit wurde der alte Rekord von 31 Teilnehmern bei den Olympischen Winterspielen 1960 gebrochen.

## Flaggenträger
Die Freestylerin Alisa Camplin trug die Flagge Australiens während der Eröffnungsfeier, bei der Schlussfeier wurde sie vom Goldmedaillengewinner Dale Begg-Smith getragen.
Siehe auch → Liste der Flaggenträger der australischen Mannschaften bei Olympischen Spielen

## Medaillengewinner

### Gold
| Name            | Sportart         | Wettkampf   |
| --------------- | ---------------- | ----------- |
| Dale Begg-Smith | Freestyle-Skiing | Buckelpiste |

### Bronze
| Name          | Sportart         | Wettkampf |
| ------------- | ---------------- | --------- |
| Alisa Camplin | Freestyle-Skiing | Springen  |

## Teilnehmer nach Sportarten

### Biathlon
- Cameron Morton
20 km Einzel Männer: 83. – 1:07:03,7 h (7 Schießfehler)
10 km Sprint Männer: 82. – 32:07,4 min (4 Schießfehler)

### Bob
| Zweierbob Männer - Jeremy Rolleston - Shane McKenzie 22. – 2:50,58 min | Zweierbob Frauen - Astrid Loch-Wilkinson - Kylie Reed 14. – 3:55,11 min |

### Eiskunstlauf
- Joanne Carter
25. – 40,86 Pkt. (nach dem Kurzprogramm ausgeschieden)

### Freestyle
Herren
- Dale Begg-Smith
Buckelpiste: Goldmedaille  – 26,77 Punkte im Finale
- Jason Begg-Smith
Buckelpiste: 29. – 20,22 in der Qualifikation
- Nicholas Fisher
Buckelpiste: 12. – 23,39 Punkte im Finale
- Michael Robertson
Buckelpiste: 24. – 21,52 Punkte in der Qualifikation

Damen
- Manuela Berchtold
Buckelpiste: 14. Platz; 22,21 Punkte im Finale
- Alisa Camplin
Aerials: Bronzemedaille  – 191,39 Punkte im Finale
- Jacqui Cooper
Aerials: 8. – 152,69 Punkte im Finale
- Elizabeth Gardner
Aerials: 23. – 127,42 Punkte in der Qualifikation
- Lydia Ierodiaconou
Aerials: 14. – 155,45 Punkte in der Qualifikation

### Rennrodeln
- Hannah Campbell-Pegg
23. Platz – 3:17,539 min

### Shorttrack
- Alex McEwan
500 m, Herren: im Vorlauf ausgeschieden
5000 m Staffel, Herren: B-Finale und insgesamt 6. Platz
- Mark McNee
1000 m, Herren: im Vorlauf ausgeschieden
1500 m, Herren: im Vorlauf ausgeschieden
5000 m Staffel, Herren: B-Finale und insgesamt 6. Platz
- Lachlan Hay
5000 m Staffel, Herren: B-Finale und insgesamt 6. Platz
- Stephen Lee
5000 m Staffel, Herren: B-Finale und insgesamt 6. Platz
- Elliott Shriane
5000 m Staffel, Herren: B-Finale und insgesamt 6. Platz
- Emily Rosemond
1000 m, Frauen: im Viertelfinale ausgeschieden
1500 m, Frauen: im Vorlauf ausgeschieden

### Skeleton
- Michelle Steele
Damen: 13. Platz; 2:03,47 min; +3,64 s
- Shaun Boyle
Herren: 22. Platz; 2:00,13 min; +4,25 s

### Ski alpin
- Craig Branch
Abfahrt, Männer: 32. Platz – 1:52,55 min
- Jonathon Brauer
Alpine Kombination, Männer: ausgeschieden in der Abfahrt
- Bradley Wall
Riesenslalom, Männer: ausgeschieden im 1. Lauf
- AJ Bear
Super-G, Männer: ausgeschieden

### Ski nordisch
- Paul Murray (Langlauf)
Sprint Freistil, Männer: 51. – 2:25,29 min in der Qualifikation
- Esther Bottomley (Langlauf)
Sprint Freistil, Frauen: 52. – 2:23,55 min in der Qualifikation
- Clare-Louise Brumley (Langlauf)
15 km Verfolgung, Frauen: 42. – 47:03,1 min (+4:14,4 min)

### Snowboard
| Boardercross - Damon Hayler 3. Platz im kleinen Finale, Gesamt 7. Platz - Emily Thomas 21. Platz – 1:34,57 min in der Qualifikation | Halfpipe - Mitchell Allan 31. – 23,7 Pkt. in der Qualifikation - Andrew Burton 32. – 21,8 Pkt. in der Qualifikation - Ben Mates 42. – 5,0 Pkt. in der Qualifikation - Torah Bright 5. – 41,0 Pkt. im Finale - Holly Crawford 18. – 29,9 in der Qualifikation | Riesenslalom - Emanuel Oppliger 15. Platz – im Achtelfinale ausgeschieden - Joh Shaw 29. Platz – 1:38,86 in der Qualifikation |